# Eric Stephenson
Eric Stephenson né le 8 janvier 1968 à Louisville dans le Kentucky est un responsable éditorial et un auteur de comics américain. Il est le responsable éditorial d'Image Comics où il a aussi créé et scénarisé les comics Long Hot Summer, Nowhere Men et They're Not Like Us.

## Carrière
Stephenson participe à Image dès ses années de formation, ayant appris de Jim Valentino, plusieurs mois avant le lancement officiel, la fondation de cette nouvelle maison d'édition. Dans les années 1990, il est responsable éditorial chez Extreme Studio de Rob Liefeld et scénarise là plusieurs épisodes de Bloodstrike, Brigade, New Men, Supreme, Team Youngblood et Youngblood. Avec Rob Liefeld, il crée le personnage de Psilence .
Entre 1999 et 2000, Stephenson écrit plusieurs épisodes de Spider-Man Unlimited et Webspinners: Tales of Spider-Man et coécrit plusieurs épisodes de Wolverine d'abord avec Erik Larsen puis avec Rob Liefeld pour Marvel Comics. De 2001 à 2002, il coécrit et est le coloriste de  Fantastic Four: The World's Greatest Comics magazine.
Stephenson travaille avec Valentino puis Larsen quand ils sont directeurs d'Image Comics. Il est d'abord directeur des ventes et du marketing puis directeur exécutif . Il développe et édite aussi deux anthologies pour Image : Four-Letter Worlds en 2005 et Put the Book Back on the Shelf: A Belle & Sebastian Anthology en 2006. 
En 2008, Stephenson est nommé éditeur général d'Image Comics et remplace Erik Larsen. Durant cette période il supervise le développement d'Image et publie des titres tels que Bitch Planet, East of West, Monstress, Saga et The Wicked + The Divine. C'est aussi durant cette période qu'il commence à écrire Nowhere Men et They're Not Like Us. En 2014, Nowhere Men est nommé dans quatre catégories des prix Eisner : meilleure série, meilleur scénariste, meilleure équipe de dessinateurs et meilleur coloriste.
En 2014 il remporte le prix ComicsPRO Industry Appreciation pour son travail d'éditeur.
En 2018, Stephenson rejoint le bureau des directeurs d'Image constitué alors des auteurs fondateurs restant (Todd McFarlane, Erik Larsen, Jim Valentino et Marc Silvestri) et de Robert Kirkman. Il est nommé responsable créatif de la société.